# Argyria tenuistrigella
Argyria tenuistrigella là một loài bướm đêm trong họ Crambidae.